# ZB vz. 37
ZB vz. 37 hay ZB-53 là loại súng máy hạng trung sử dụng loại đạn 7.92x57mm. Nó được phát triển bởi Václav Holek và được sản xuất tại Zbrojovky Brno ở Tiệp Khắc từ năm 1937. Vz.37 sử dụng hệ thống làm mát bằng không khí vì vậy nòng súng của nó trông như được tạo bởi nhiều vòng xếp xếp chồng lên nhau như một mũi khoan. Nó còn được dùng bởi nhiều các quốc gia khác.
Vz.37 được sử dụng bởi bộ binh với bệ chống ba chân và nạp đạn cho súng thông qua dây đạn 100 viên có thể nối dài thành 200 viên. Nó được đặt trấn giữ trong các công sự hay trên các phương tiện chiến đấu như các loại xe tăng chủ lực của Tiệp Khắc là Lt.35 và Lt.38. Ở Anh loại súng này có tên là Besa và thường được gắn trên xe bọc thép.

## Lịch sử
Việc thiết kế loại súng này bắt đầu vào năm 1930 mà không hề có bất cứ sự hỗ trợ nào từ quân đội. Sau thành công của khẩu ZB vz. 26 thì nhà máy ZB muốn chế tạo một khẩu súng máy sử dụng dây đạn có khả năng điều chỉnh tốc độ bắn khác nhau như tốc độ thấp khi bắn dưới đất và tốc độ cao để phòng không cũng như có thể duy trì khả năng bắn áp đảo. Mẫu thử nghiệm đầu tiên sử dụng hệ thống làm mát bằng nước nhưng đến năm 1932 thì thay bằng làm mát bằng không khí và sử dụng cơ chế nạp đạn bằng độ giật mẫu thử nghiệm này có tên là ZB-50. Tuy nhiên cơ chế nạp đạn bằng độ giật bị thấy là không đáng tin nhất là khi bắn với tốc độ nhanh sau khi thử nghiệm với hệ thống này vì thế nên đã sử dụng lại cơ chế nạp đạn bằng khí nén với hệ thống trích khí được thiết kế mới. Đến năm 1953 thì mẫu thử nghiệm tiếp theo có tên ZB-52 đã hoàn tất và sang năm tiếp thì mẫu được nâng cấp để hoàn thiện hơn và trở thành ZB-53.
Năm 1935 lực lượng quân đội Tiệp Khắc đã mua thử nghiệm 500 khẩu ZB-53. Sau khi thử nghiệm quân đội Tiệp Khắc đã đề nghị thêm một số nâng cấp nhỏ và cuối cùng là loại súng này được đưa vào sản xuất hàng loạt năm 1937. Trong cùng năm 1937, Vương quốc Anh cũng đã mua bản quyền để sản xuất mẫu gắn trên xe tăng của loại súng này dưới tên súng máy hạng trung Besa. Và giống như vz. 26, vz. 37 cũng được xuất khẩu với một số lượng lớn cho các nước trên thế giới từ châu Âu cho đến Nam Phi. Và vì lực lượng quân đội Tiệp Khắc không quan tâm lắm đến loại súng máy hạng trung này có thể vì lý do tài chính nên 2/3 số lượng súng sản xuất được mang ra xuất khẩu. Sau khi bị thất trận và bị chiếm đóng, một số lượng lớn vz.37 đã bị quân đội Đức Quốc xã chiếm được và gọi chúng là MG 37(t), các lực lượng Wehrmacht và Waffen-SS của Đức đã tiến hành lắp đặt các khẩu súng này lên các xe tăng của mình để chiến đấu.

## Thiết kế
ZB vz. 37 sử dụng cơ chế nạp đạn bằng khí nén với hệ thống trích khí dài, làm mát bằng không khí, nạp dây đạn, bắn với thoi nạp đạn mở và chèn nghiêng để khóa cố định. Nòng súng khá nặng để chịu nhiệt và được khắc rãnh giống nhiều vòng tròn đồng tâm liên tiếp với nhau khiến nòng súng trông giống như một mũi khoan để tăng khả năng tản nhiệt hỗ trợ cho việc duy trì khả năng bắn áp đảo. Ống trích khí nằm phía dưới nòng súng, ngoài hệ thống trích khí và một số chi tiết được thiết kế lại thì hầu hết cách hoạt động của thoi nạp đạn khá giống ZB-26.
ZB-53 có cách hoạt động khác với các loại súng cùng thời cũng như ZB-26. Loại súng này có thể điều chỉnh tốc độ bắn bằng một bộ đệm lò xo được đặt trong hệ thống chuyển động được điều chỉnh bởi một đòn bẩy nằm phía bên phải súng. Nếu vô hiệu hóa bộ đệm này bằng các nén lò xo lại và khóa cố định thì việc hệ thống sẽ chuyển động với một chu kỳ dài hơn nên sẽ dẫn đến tốc độ bắn chậm hơn. Còn nếu sử dụng thì lò xo sẽ được mở ra, nó sẽ hấp thu lực giật nhanh hơn nên sẽ kết thúc chu kỳ chuyển động của hệ thống nhanh hơn dẫn đến tốc độ bắn nhanh hơn. Khối chuyển động gồm nòng, bộ phận trích khí và thoi nạp đạn lại chuyển động hoàn toàn tách biệt với thân súng chỉ tác động trực tiếp vào bộ giảm giật lò xo, bộ lò xo này nằm ngay sau vị trí nạp đạn. Hệ thống giảm giật này được thiết kế để giảm lực chuyển động tác động lên toàn khẩu súng, khi lực giật về phía sau chuyển được đến các bộ phận còn lại thì bộ phận chuyển động đã bị đẩy ra phía trước tạo một lực giật ngược vô hiệu hóa một lượng lớn lực giật đã tạo ra trước đó.
Hệ thống nhắm cơ bản của súng là điểm ruồi. Nhưng hệ thống nhắm dạng vòng và ống nhắm cũng có thể được gắn vào để dùng cho việc phòng không. Súng thường được gắn kèm với bệ chống ba chân nhưng có thể tháo ra để gắn trên các phương tiện cơ giới. Loại súng này rất dễ sử dụng nhưng lại rất phức tạp cho việc chế tạo và bảo trì cũng như khá mắc và nặng.